# Řád sv. Jakuba z Altopascio

Symbol řádu

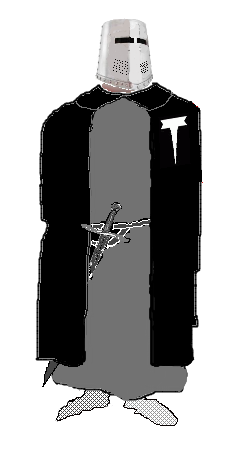
Rytíř řádu

Řád sv. Jakuba z Altopascio (italsky Ordine di San Giacomo d'Altopascio), jinak též zvaný Řád rytířů Tau, podle jejich symbolu - kříže v podobě řeckého písmene τ (tau), byl italským rytířským řádem.
Původně se jednalo o špitální řád augustiniánské řehole, založený r. 952 v Toskánsku v městě Altopascio, s cílem pomáhat poutníkům a bránit cesty (zejména via Francigena do Říma). Původně byli členy mniši, kteří se specializovali na stavbu mostů, a proto nosili černý plášť se stylizovaným kladivem. Mezi lety 1070 až 1080 jim markraběnka Matylda vystavěla v Altopasciu špitál. Roku 1239 jim papež udělil řeholi podobnou řádu johanitů a stali se tak rytířským řádem.
V průběhu 12. a 13. století se rozšířili po západní Evropě. Velmistr sídlil v Altopasciu a Commander General ve Francii, přičemž se starali o poutníky do Říma a Compostely, opravovali cesty a mosty.
Roku 1459 papež Pius II. tento řád zrušil a jeho členy a majetek včlenil do Řádu Panny Marie Betlémské, který sám založil. Roku 1484 byl řád P. Marie zrušen a byly obnoveny původní řády, včetně sv. Jakuba. V Itálii byl řád definitivně zrušen r. 1587, kdy byl špitál v Altopasciu dán řádu sv. Štěpána. Francouzská větev vydržela až do r. 1672, kdy byla sloučena s řádem sv. Lazara.

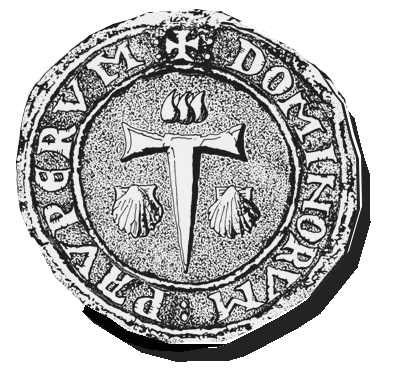
Pečeť řádu

V Polsku r. 2008 vznikl pseudořád Domowy Order Rycerzy św. Jakuba (Tau), který ovšem nemá nic společného s pravým řádem.